# Provincia del Kasai Occidentale
La provincia del Kasai Occidentale (ufficialmente Kasai-Occidental in francese) era una delle 11 province della Repubblica Democratica del Congo fino alla modifica costituzionale approvata nel 2006. 	

## Geografia fisica
La provincia era situata nella parte meridionale del paese, confinava a nord con la Provincia dell'Equatore, a sud-ovest con l'Angola, a sud-est con la provincia Katanga, a ovest con la provincia di Bandundu e a est con la provincia di Kasai-Oriental.

## Suddivisione prevista con la nuova costituzione
La nuova costituzione, in vigore dal 2006, ha previsto che la provincia venga suddivisa in 2 nuove province: 
- Kasai con capoluogo Luebo
- Kasai Centrale (o Lulua) con capoluogo Kananga

Tale suddivisione, prevista dalla costituzione, è entrata in vigore nel 2015.